# بيكي لين
بيكي لين (بالإنجليزية: Becky Lyne)‏ هي منافسة ألعاب القوى بريطانية، ولدت في 4 يوليو 1982 في شفيلد في المملكة المتحدة.

## وصلات خارجية
- بيكي لين على موقع الاتحاد الدولي لألعاب القوى (الإنجليزية)
- بيكي لين على موقع ThePowerOf10.info (الإنجليزية)
- بيكي لين على موقع اتحاد ألعاب الكومنولث (مؤرشف) (الإنجليزية)